# (125718) Jemasalomon
(125718) Jemasalomon est un astéroïde de la ceinture principale.

## Description
(125718) Jemasalomon est un astéroïde de la ceinture principale. Il fut découvert en 2001 par l'astronome amateur Jean-Claude Merlin à Buthiers, présente une orbite caractérisée par un demi-grand axe égal à 2,4671303 UA, une excentricité de 0,1127331 et une inclinaison de 3,87431° par rapport à l'écliptique.
L'astéroïde est nommé en hommage à l'astronome amateur français, Jean-Marc Salomon (1955-1981), décédé tragiquement dans un accident de voiture à 26 ans et qui créa la section Astronomie de l'Association Nationale Sciences Techniques Jeunesses (devenue depuis Planète Sciences) dans les années 1970. Le télescope de 60 cm avec lequel cet astéroïde fut découvert porte son nom.

## Compléments